# Austin Aztex FC
Austin Aztex FC is een voormalig Amerikaanse voetbalclub uit Austin, Texas. De club werd in 2008 opgericht en speelt in de USL Premier Development League, het vierde niveau in de Verenigde Staten.
De club is eigendom van zakenman Phil Rawlins, die in Engeland geboren is. Rawlins zetelde vroeger in de raad van bestuur van Stoke City. Austin en Stoke hebben ook een samenwerkingsverband.
De club is in 2010 verhuisd naar Orlando, Florida om daar verder te gaan als Orlando City SC.